# Udo Tischer
Udo Tischer (* 26. November 1956 in Herbrechtingen; † 4. Februar 1992 in Stuttgart) war deutscher Politiker und Gewerkschafter.
Von 1976 bis 1977 war er Mitglied der CDU, 1979 Gründungsmitglied der Grünen. Tischer war aktiver Gewerkschafter bei der IG Metall seit 1978. Außerdem war Tischer Mitglied der Arbeiterwohlfahrt, des Arbeiter-Samariter-Bundes und der Arbeitsloseninitiative „Andere Baustelle“ in Ulm.
Er wurde über die Landesliste der Grünen in Baden-Württemberg gemäß deren damaligem Rotationsprinzip als Nachrücker von Wolfgang Ehmke (Ettlingen) für die Bundestagsgruppe gewählt und war vom 3. April 1985 bis 18. Februar 1987 Mitglied des Deutschen Bundestages. Damals war Tischer der jüngste Abgeordnete des Bundestages. Innerhalb der Grünen-Fraktion kam es zu zunehmenden Differenzen. Zum endgültigen Bruch kam es im Oktober 1986, als Tischer das Wahlprogramm der eigenen Partei massiv kritisierte und die Grünen als praktisch nicht wählbar bezeichnete. Seit dem 2. Dezember 1986 war er fraktionsloser Abgeordneter.
Im Jahr 1992 kam Tischer durch den Sturz aus seiner Wohnung im 17. Stock eines Stuttgarter Hochhauses ums Leben, laut den polizeilichen Untersuchungen in Form von Suizid. Die genauen Hintergründe des Vorfalls blieben jedoch unbekannt, weshalb diese Annahme nie bestätigt werden konnte. Engere Verwandte gehen von einem Unfall aus.